# 龙基瓦尔苏加纳
龙基瓦尔苏加纳（義大利語：Ronchi Valsugana），是意大利特伦托自治省的一个市镇。总面积10平方公里，人口424人，人口密度42.4人/平方公里（2009年）。ISTAT代码为022157。